# Atto
Atto (símbolo a) é um prefixo do SI de unidades que denota um fator de 10-18, ou 1/1 000 000 000 000 000 000.
Adotado em 1964, o prefixo vem do dinamarquês atten, significando dezoito.